# Drowningman
Drowningman war eine US-amerikanische Band aus Burlington, Vermont, die im Jahr 1996 gegründet wurde, sich 2002 auflöste, 2004 wieder zusammen fand und sich 2005 erneut auflöste.

## Geschichte
Die Band wurde im Jahr 1996 von Sänger Simon Brody gegründet. Kurze Zeit später kamen Gitarrist Denny Donovan, Schlagzeuger Todd Tomlinson und Gitarrist Javin Leonard hinzu. Donovan verließ schon bald wieder die Band und wurde durch Daryl Rabidoux ersetzt. Als Bassist kam Dave Barnett zu Besetzung. Im Jahr 1997 erschien die Single Weighted and Weighted Down bei Hydra Head Records. Ihr Debütalbum schloss sich im Folgejahr unter dem Namen Busy Signal at the Suicide Hotline an. Im Jahr 1999 erschien eine Split-Veröffentlichung mit The Dillinger Escape Plan. Eine EP mit dem Namen How they Light Cigarettes In Prison folgte im Jahr 2000 über Revelation Records. Im selben Jahr wurde außerdem das nächste Album Rock and Roll Killing Machine veröffentlicht, das von Brian McTernan produziert wurde. Rabidoux und Tomlinson hatten die Band verlassen und wurden durch Matt Roy und Joe Villmaire ersetzt. Es folgten Auftritte in den USA zusammen mit Gruppen wie Earth Crisis, Glassjaw und Shadows Fall. Danach folgte eine weitere Tour durch die USA zusammen mit Darkest Hour, wobei hierfür Josh Parent als neuer Gitarrist in der Band war. Im November folgten weitere Auftritte mit Darkest Hour sowie im Dezember Konzerte mit Twelve Tribes. Die für Anfang 2001 geplanten Auftritte mussten abgesagt werden, da sich die Band von ihrem Schlagzeuger trennte. Im Mai setzte die Band ihre Auftritte fort und spielte Konzerte zusammen mit Darkest Hour. Im September waren Auftritte zusammen mit Converge und Playing Enemy geplant, jedoch wurden diese abgesagt, damit die Band an neuen Liedern arbeiten konnte. Im November 2001 kamen Bassist Andrew Abramowitz (Poison the Well) und Gitarrist Frank Smecker zur Band. Im Juli 2002 verließ Sänger Simon Brody die Besetzung und gründete mit weiteren Mitgliedern von Drowningman die Band The Scheme, was vorerst zur Auflösung von Drowningman führte.
Im September 2004 fand die Band wieder zusammen und es folgten die nächsten Auftritte zusammen mit The Dillinger Escape Plan, Misery Signals, Everytime I Die und Zao. Im Sommer 2005 folgten Auftritte in den USA zusammen mit The Number Twelve Looks Like You und The Minor Times, um ihr neues Album Don't Push Us When We're Hot zu bewerben. Zudem wurde ein Musikvideo für das Lied White People Are Stupid unter der Leitung von Joseph Partisall gedreht. Außerdem nahm die Gruppe eine Coverversion von Black Flags Loose Nut für die Wiederveröffentlichung des Black-Flag-Tribute-Albums Black On Black über Reignition Records auf. Außerdem arbeitete die Band an einer neuen EP Seventenn Times Down the Trailer Stairs. Jedoch löste sich die Band noch vor Veröffentlichung der EP wieder auf.

## Stil
Die Band spielt eine Mischung aus Emo-, Hard- und Mathcore, wobei die Lieder äußerst komplex sind. Besonders charakteristisch sind dabei ungewöhnliche Taktangaben und Tempiwechsel. Vergleichbar ist die Musik mit Bands wie The Dillinger Escape Plan und Converge.

## Diskografie
- 1997: Weighted and Weighted Down (Single, Hydra Head Records)
- 1999: Busy Signal at the Suicide Hotline (Album, Hydra Head Records)
- 1999: The Dillinger Escape Plan - Drowningman (Split mit The Dillinger Escape Plan, Hydra Head Records)
- 2000: How They Light Cigarettes in Prison (EP, Revelation Records)
- 2000: Rock and Roll Killing Machine (Album, Revelation Records)
- 2001: Still Loves You (Album, Equal Vision Records)
- 2004: Learn to Let It Go (Kompilation, Law of Inertia Records)
- 2005: Don't Push Us When We're Hot (Album, Thorp Records)